# Port-Saïd HB
Port-Saïd HB ou (en arabe : نادي بورسعيد) est un club masculin de handball basé à Port-Saïd en Égypte et fondé en 1930 et.

## Palmarès
- Championnat d'Égypte (2)
  - Vainqueur : 1987, 1989

- Ligue des champions d'Afrique (1)
  - Vainqueur : 1990.

- Coupe d'Afrique des vainqueurs de coupe (0)
  - Finaliste : 1986, 1993.
  - Troisième : 1987, 1991.